# Курт Бінглер
Курт Франц Теодор Бінглер (нім. Kurt Franz Theodor Bingler; 13 жовтня 1888, Мудау — 22 січня 1972, Гарміш-Партенкірхен) — німецький військовий медик, доктор медицини (4 серпня 1914), генерал-лейтенант медичної служби вермахту. Кавалер Німецького хреста в сріблі.

## Біографія
Син старшого вчителя Теодора Вільгельма Бінглера та його дружини Іди, уродженої Келлер. Племінних винахідника в галузі хірургічної та ортопедичної механіки Франца Бінглера.
В 1908 році закінчив Великогерцогську реальну гімназію в Карлсруе. 28 жовтня 1908 року почав вивчення військової медицини в Академії імператора Вільгельма. Під час Першої світової війни служив фельдшером, в 1914 році призначений старшим лікарем 79-го піхотного полку, в 1915 році — 78-ї резервної дивізії. Після демобілізації армії залишений в рейхсвері, служив в 3-му санітарному дивізіоні. В 1927 році переведений в санітарну інспекцію сухопутних військ, в 1932 році — в 7-й санітарний дивізіон. В 1938 році призначений дивізійним лікарем 1-ї гірської дивізії і командиром 41-го санітарного дивізіону.
З серпня 1938 року — корпусний лікар 7-го армійського корпусу. З 20 лютого 1941 року — старший медичний офіцер при командувачі військами у Франції. З січня 1942 року — армійський лікар армії «Лапландія» (з 22 червня 1942 року — 20-а гірська армія). З 1 вересня 1944 року — корпусний лікар 18-го армійського корпусу. Після війни займався лікуванням шкірних та венеричних хвороб в Мюнхені і Гарміш-Партенкірхені.

## Звання
- Оберст медичної служби (1 серпня 1936)
- Генерал-майор медичної служби (1 червня 1940)
- Генерал-лейтенант медичної служби (1 червня 1942)

## Нагороди
- Залізний хрест 2-го і 1-го класу
- Орден Церінгенського лева, лицарський хрест 2-го класу з мечами
- Ганзейський Хрест (Гамбург)
- Нагрудний знак «За поранення» в чорному
- Почесний хрест ветерана війни з мечами
- Медаль «За вислугу років у Вермахті» 4-го, 3-го, 2-го і 1-го класу (25 років)
- Хрест Воєнних заслуг 2-го і 1-го класу з мечами
- Орден Хреста Свободи 1-го класу з мечами (Фінляндія; 28 березня 1942)
- Німецький хрест в сріблі (27 вересня 1944)